# Старыгина, Екатерина Андреевна
Екатерина Андреевна Фёдорова (Старыгина) (род. 26 августа 1995, Каменск-Шахтинский, Ростовская область) — российская легкоатлетка, метательница копья. Чемпионка России 2018 года, Чемпионка Мира среди юниоров 2015 года, серебряный призер Европейских игр 2015 года.

## Биография
Тренировалась под руководством В. Б. Шпильковой, О. А. Громовой и А. Ф. Макарова.
Победитель V летней Спартакиады учащихся России 2011 года.
Выступала на чемпионате Европы среди юниоров 2013 года, где заняла 15-е место в квалификации и не вышла в финал.
В феврале 2013 года на соревнованиях памяти А. А. Лунёва в Адлере выполнила норматив мастера спорта, выиграв с результатом 53,28 м.
17 июня 2014 года стала победительницей чемпионата России среди юниоров. 24 июля стала чемпионкой мира среди юниоров с результатом 56,85 м.

## Основные результаты

### Международные
| Год  | Соревнования                                   | Место проведения   | Место    | Результат |
| ---- | ---------------------------------------------- | ------------------ | -------- | --------- |
| 2013 | Кубок Европы по зимним метаниям среди молодёжи | Кастельон, Испания | 2        | 56,39 м   |
| 2013 | Чемпионат Европы среди юниоров                 | Риети, Италия      | 15 (кв.) | 48,01 м   |
| 2014 | Чемпионат мира среди юниоров                   | Юджин, США         | 1        | 56,85 м   |
| 2015 | Кубок Европы по зимним метаниям среди молодёжи | Лейрия, Португалия | 2        | 56,15 м   |
| 2015 | Чемпионат Европы среди молодёжи                | Таллин, Эстония    | 13 (кв.) | 48,92 м   |
| 2019 | Европейские игры                               | Минск, Беларусь    | 2        | 63,57 м   |

### Национальные
| Год  | Соревнования     | Место проведения | Место | Результат |
| ---- | ---------------- | ---------------- | ----- | --------- |
| 2015 | Чемпионат России | Чебоксары        | 8     | 52,25 м   |
| 2016 | Чемпионат России | Чебоксары        | 9     | 49,22 м   |
| 2017 | Чемпионат России | Жуковский        | 4     | 53,55 м   |
| 2018 | Чемпионат России | Казань           | 1     | 60,02 м   |